# TV7
TV7 е бивш български телевизионен канал, собственост на Краун Медия. Телевизията е четвъртият национален телевизионен канал в България в периода 2005 – 2016 г., след като придобива честотите на бившата телевизия PRO.BG, като се разпространява по кабел и сателит. TV7 е основният канал от групата канали на Краун Медия, към която спадат и новинарският News7 (стартира през март 2013 на мястото на ББТ) и детският канал Super7 (стартира през 2007). В периода септември 2008 – май 2009 съществува и спортната телевизия Sport7, разработвана заедно с кабелния оператор Кейбълтел, която е закрита, тъй като операторът се оттегля от поддръжката ѝ.
TV7 и Super 7 променят логото и визията си на 14 юни 2010, а TV7 си променя отново логото на 18 март 2012 година, като с това и си сменя формата на картината на 16:9. През ноември 2012 г. двете телевизии са придобити от Алегро Кепитъл и отново променят графичната си опаковка и лога, като с това и Super 7 също си сменя формата на картината на 16:9. Водещи на централните новини на телевизията в периода 2015 – 2016 г., които са с начален час 18:30, са Костадин Филипов и Валентина Войкова, както и Петя Стефанова и Атанас Атанасов. Сред останалите лица на новините са Николай Чадаров, Лиляна Боянова, Вероника Чанева, Виктория Ангелова, Ирена Казакова, Мая Костадинова, Георги Налбантов и Юлия Манолова. От средата на 2014 г. до началото на 2015 г. телевизията е с неизяснена собственост и изпада в тежко финансово положение след фалита на Корпоративна търговска банка. Като собственик на медията е записана Краун Медиа ЕАД (Crown Media EAD). През април 2015 г. частни съдебни изпълнители правят опит за прекратяване излъчването на медията заради просрочени задължения към КТБ.
TV7 прекратява излъчването на новинарски емисии и актуални предавания и разпуска екипа си от 1 февруари 2016 г. поради открито производство по несъстоятелност на фирмата-собственик ТВ Седем ЕАД. В периода до септември 2016 г. излъчва единствено повторения на отминали свои продукции, след като на 12 май 2016 г. съдът обявява ТВ Седем ЕАД в несъстоятелност. На 12 септември 2016 г. в ефира на TV7 и News7 започва да се излъчва реклама на „рестарт“ на телевизията с обновен сутрешен блок, с планове той да се излъчва през почивните дни на седмицата, и завръщане на предаването Насреща Люба Кулезич, като намеренията са били двете предавания да се излъчват като външни продукции. Ден по-късно, на 13 септември 2016 г, Съветът за електронни медии свиква извънредно заседание, на което отнема лиценза на телевизията поради неспазване на регистрацията. Въпреки опит за възстановяване на програмата, телевизията спира излъчване на 17 септември 2016 г. Почти година по-късно, през август 2017 г, Върховният административен съд излиза с решението, че отнемането на лиценза на ТВ Седем ЕАД и Балкан Българска Телевизия ЕАД (дружествата-собственици на TV7, Super7 и News7) от страна на СЕМ е било незаконно. Въпреки това, към този момент телевизията не е възстановила излъчване, въпреки обявените намерения за това в коментар на официалната Facebook страница на TV7, който гласи: „Очаквайте ни скоро!“. През 2022 г. TV7 беше възродена като онлайн медиен и новинарски уебсайт. Това лого се използва от компанията оттогава.

## Програма
От 2011 г. телевизията започва излъчване на Първенството на България по футбол заедно с БНТ1, а през 2013 г. подписва договор за излъчване с News7 за три години. От 2012 г. започва излъчване и на Серия А заедно с ББТ до средата на 2013 г. През 2012 година телевизията започва продуцирането и създаването на български сериали. В ефир тръгват продукциите „Сутрешен блок“ (съвместно с OldSchool Productions) и „Кантора Митрани“ (съвместно с MediaPRO Entertainment). През пролетта на 2013 година телевизията обновява значително програмната си схема, стартирайки много нови предавания, повечето от тях с лица или продуценти, работили в конкурентните Нова телевизия и bTV. В ефир стартират съботно-неделният блок „Терминал 7“, ток-шоуто „Сблъсък“ и реалитито „Къртицата“ с продуцент „Междинна станция“, собственост на преместилите се от Нова телевизия продуценти Иван Христов и Андрей Арнаудов. Стартират още и „Предаването“ на Мартин Карбовски, който седмица преди старта на новия си проект спира предаванията си в Нова телевизия; „Кой е по-по-най?“ с продуцент Къци Вапцаров и продуцентската му фирма „Супер Арт“, което спира да се излъчва по bTV, а Витомир Саръиванов (от Нова телевизия) и Мая Костадинова (водила преди това „Код:Криминално“ по bTV Action) започват да водят сутрешния блок на телевизията. В ефир тръгва и първият исторически български сериал „Дървото на живота“ (съвместно с DreamTeam Films). От есента на 2014 г. телевизията е с ограничена програмна схема поради финансови проблеми, като по-голямата част от предаванията и са преустановени. От декември 2015 г. е преустановено и ефирното излъчване на телевизията поради откриване на производство по несъстоятелност. Поради това и всички предавания са спрени от продукция от 1 февруари 2016 г., като телевизията излъчва единствено повторения до закриването си на 17 септември 2016 г.

## Предавания
- БОДИЛНИК (сутрешен блок)
- Добро утро, България! (сутрешен блок)
- Добър вечер, България! (централна емисия новини)
- Нюзрум
- Неуловимите
- Жега
- Искрено и лично
- Оригиналът с Иван Гарелов и Елена Йончева
- Факторът Кошлуков
- Предаването на Карбовски
- Фронтова линия
- Баркод
- Какво ви забърка Лео
- Риск печели, риск губи
- (Р) еволюцията
- Кой е по-по-най?
- Споделено с...
- Комисията Павлов
- Рано в седем
- Сутрин в седем
- Вярно с оригинала
- Елегантно
- Отблизо
- Време за лов
- Репортажът
- По протокол
- Игра за милиони
- Говорещи глави
- Искам да бъда супермодел
- Време за спомени
- Гурме с Андре
- 5 по Рихтер
- Отблясъци от Холивуд
- Щаба на еволюцията
- Камертон
- ТВ диагноза
- Категория 7 звезди
- Хип-хоп покер
- Тройка по никое време
- Шантав свят
- Професия турист
- На здраве
- Нашите 15 минути
- Фотосесия
- От град на град
- Парите
- Мотоавангард
- Терминал 7
- Дневникът на Венета
- Революция
- 5400
- Панаир на суетата
- Нашенци
- Град на ангели
- Ангел парк
- Живот на скорост
- Следобед с ТВ7
- Поверително от НЛ
- Пуснете водата
- Сблъсък
- Без багаж
- Отзвук
- BG – Къде? Къде?
- Елегантно
- 7-о авеню
- Нещата от живота
- Уикенд с Миа Сантова
- Насреща Люба Кулезич
- Десертът
- Акцент
- Спорт 7
- Аз обичам новини
- Усещане за жена
- Музикална академия
- Трибунал
- На инат
- Пряк свободен
- 7 въпроса
- Точна диагнова
- Тя, жената
- Машина за звезди
- Винаги в неделя
- Пред банята
- Пряка демокрация
- Уикенд с ТВ7
- Следващият, моля
- Българските следи
- България без цензура
- Дневен ред
- Живот на скорост
- Съблечи си късмета
- Новите досиета
- Челюсти
- Ах, тази Мери!
- Галилео
- Мини мис и мини мистър
- Мис България 2013
- Гол
- Перфектна памет
- Фешън вирус
- Сутрин с ТВ7

## Риалити продукции
- Милионер търси съпруга
- Star Machine
- Кралицата на шопинга
- Къртицата
- Къртицата 2: Разтърсване
- Мис България 2013
- Музикална академия
- Х Милионер търси съпруга
- Валя и Моро превземат света

## Български сериали
- Шменти капели: Легендата
- Сутрешен блок
- Кантора Митрани
- Дървото на живота
- Sex, лъжи & TV: Осем дни в седмицата
- Знакът на българина
- Неочакван обрат